# Partit Carlista del País Valencià

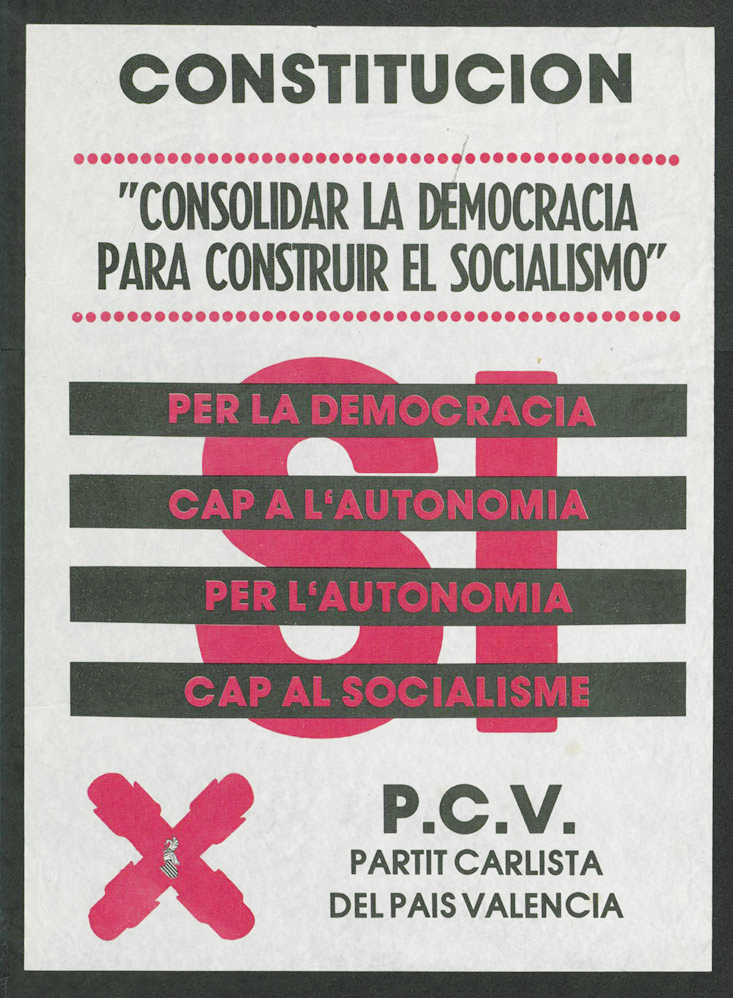
Cartell del PCV a favor del Si a la Constitució Espanyola de 1978.

El Partit Carlista del País Valencià és la federació del Partit Carlí al País Valencià. La seua seu nacional és la societat recreativa Peña España, antic cercle tradicionalista de Vila-real, localitat de gran tradició carlina. El seu actual secretari general és Santiago Albiol.
Entre 1970 i 1972 l'antiga Comunió Tradicionalista, dirigida per Xavier de Borbó i Parma, va celebrar a Arbona (França) tres Congressos del Poble Carlista. En estes assemblees s'abandona la denominació de «Comunió Tradicionalista» (utilitzada com un dels noms del partit des de 1871, encara que no oficialitzada fins a 1931), i canvia el seu nom pel de «Partit Carlista», que consideraven que havia estat la denominació original del moviment. A més, va establir una línia política que combinava el catolicisme amb el socialisme autogestionari, fet que els enfrontaria amb la també carlina Comunió Tradicionalista.
El secretari general en els primers anys 1970 va ser Rafael Ferrando Sales, en continuïtat amb el seu anterior càrrec com a Cap Regional de la Comunió Tradicionalista durant la dècada de 1960. El 2 d'octubre de 1972 Rafael Ferrando va destituir la Junta Provincial Carlista de València, controlada per un sector disconforme amb l'evolució ideològica cap a l'esquerra, per estar "fora de la línia d'actuació" del Partit Carlista.
El 27 de juny de 1976 es va celebrar a Sant Miquel de Cuixà un acte conjunt dels tres partits carlins de Catalunya, del País Valencià i de les Illes Balears, que va ser presidit per Carles Hug de Borbó i Parma. En representació del Partit Carlista del País Valencià va intervenir Laura Pastor Collado com oradora, dissertant sobre "La revolució cultural". El 9 d'agost de 1976 el partit va celebrar una assemblea, que va ser clausurada per Rafael Ferrando com a president del Consell Nacional.
En les eleccions constituents de 1977, atès que el Govern d'Adolfo Suárez va retardar la seua legalització, a la província de Castelló va ser improvisada una agrupació d'Electors Carlins del País Valencià, que va aconseguir 2.252 vots (0,95%). La candidatura va ser encapçalada per Laura Pastor, detinguda entre els 10 d'Alaquàs.
Tot i jugar un important paper durant la Transició política espanyola, impulsant la Taula Democràtica del País Valencià, el Consell Democràtic del País Valencià, i la Taula de Forces Polítiques i Sindicals del País Valencià, des de la seua legalització en 1977 ha tret uns baixos resultats. Va defensar la unitat de la llengua catalana, i també va formar part, conjuntament amb el Partit Socialista del País Valencià (PSPV) i el Moviment Comunista del País Valencià (MCPV), del Bloc Autonòmic i València d'Esquerres (BAVE).
El gener de 1979, va presentar un projecte de Estatut d'Autonomia per al País Valencià.
La seva publicació durant les dècades de 1980 i 1990 era el butlletí Autogestió. Durant aquests anys un dels seus principals dirigents fou Carles Vilar Lop.
Segons un dels membres, l'any 2010 comptava amb uns 50 militants, la majoria d'edat avançada.